# منتخب روسيا للريشة الطائرة
منتخب روسيا لتنس الريشة هو ممثل روسيا الرسمي في المنافسات الدولية في كرة الريشة .

## وصلات خارجية
- الموقع الرسمي